# Distretto di Magdalena de Cao
Il distretto di Magdalena de Cao è uno degli otto distretti della provincia di Ascope, in Perù. Si trova nella regione di La Libertad e si estende su una superficie di  158,96 chilometri quadrati.